# Forma rachunkowa (Hausbrandta)
Forma rachunkowa (Hausbrandta), zwana również symbolem rachunkowym znacznie ułatwia i systematyzuje obliczenia wykonywane za pomocą kalkulatora. Wiele zadań wykazuje pewne powtarzające się działania, możliwe do ujednolicenia i usprawnienia w wyniku zastosowania form rachunkowych wprowadzonych w tym celu przez Stefana Hausbrandta. Podstawowym pojęciem w symbolice Hausbrandta jest forma pojedyncza, stanowiąca czteroelementowy zespół liczb, ujętych w prostokątna tabelę. Forma ta jest tylko sposobem zapisu liczb i nie określa żadnych działań matematycznych prowadzących do wyznaczenia konkretnej liczby. Są one możliwe po ustaleniu określonej funkcji formy rachunkowej.
Przez funkcję formy rachunkowej rozumie się zastosowanie działań matematycznych przypisanych do danej formy.
W latach 1950–1960 formy rachunkowe Hausbrandta usprawniały obliczenia geodezyjne w Polsce przy opracowywaniu i zakładaniu sieci triangulacyjnych.

## Formy podstawowe
- Forma pojedyncza (forma rachunkowa prosta)

{\displaystyle f={\begin{vmatrix}a&b\\c&d\end{vmatrix}}}
- Forma pierwsza

{\displaystyle f_{1}={\begin{vmatrix}a&b\\c&d\end{vmatrix}}_{1}=a\cdot d-b\cdot c}
- Forma druga

{\displaystyle f_{2}={\begin{vmatrix}a&b\\c&d\end{vmatrix}}_{2}=a\cdot c+b\cdot d}

## Formy uzupełniające
- Forma zerowa

{\displaystyle f_{0}={\begin{vmatrix}a&b\\c&d\end{vmatrix}}_{0}={\frac {f_{1}}{f_{2}}}={\frac {a\cdot d-b\cdot c}{a\cdot c+b\cdot d}}}
- Forma pierwsza dolna zwykła (okrągła)

{\displaystyle f_{(1)}={\begin{vmatrix}a&b\\c&d\end{vmatrix}}_{(1)}={\frac {f_{1}}{c+d}}={\frac {a\cdot d-b\cdot c}{c+d}}}
- Forma druga dolna zwykła (okrągła)

{\displaystyle f_{(2)}={\begin{vmatrix}a&b\\c&d\end{vmatrix}}_{(2)}={\frac {f_{2}}{c+d}}={\frac {a\cdot c+b\cdot d}{c+d}}}
- Forma pierwsza górna zwykła (okrągła)

{\displaystyle f^{(1)}={\begin{vmatrix}a&b\\c&d\end{vmatrix}}^{(1)}={\frac {f_{1}}{a+b}}={\frac {a\cdot d-b\cdot c}{a+b}}}
- Forma druga górna zwykła (okrągła)

{\displaystyle f^{(2)}={\begin{vmatrix}a&b\\c&d\end{vmatrix}}^{(2)}={\frac {f_{2}}{a+b}}={\frac {a\cdot c+b\cdot d}{a+b}}}
- Forma pierwsza dolna kwadratowa

{\displaystyle f_{[1]}={\begin{vmatrix}a&b\\c&d\end{vmatrix}}_{[1]}={\frac {f_{1}}{c^{2}+d^{2}}}={\frac {a\cdot d-b\cdot c}{c^{2}+d^{2}}}}
- Forma druga dolna kwadratowa

{\displaystyle f_{[2]}={\begin{vmatrix}a&b\\c&d\end{vmatrix}}_{[2]}={\frac {f_{2}}{c^{2}+d^{2}}}={\frac {a\cdot c+b\cdot d}{c^{2}+d^{2}}}}
- Forma pierwsza górna kwadratowa

{\displaystyle f^{[1]}={\begin{vmatrix}a&b\\c&d\end{vmatrix}}^{[1]}={\frac {f_{1}}{a^{2}+b^{2}}}={\frac {a\cdot d-b\cdot c}{a^{2}+b^{2}}}}
- Forma druga górna kwadratowa

{\displaystyle f^{[2]}={\begin{vmatrix}a&b\\c&d\end{vmatrix}}^{[2]}={\frac {f_{2}}{a^{2}+b^{2}}}={\frac {a\cdot c+b\cdot d}{a^{2}+b^{2}}}}

## Formy rachunkowe wielokrotne
Forma rachunkowa wielokrotna (forma rachunkowa złożona) składa się z dwóch lub większej ilości form rachunkowych prostych zapisanych obok siebie.

{\displaystyle F={\begin{vmatrix}a_{1}&b_{1}\\c_{1}&d_{1}\end{vmatrix}}{\begin{vmatrix}a_{2}&b_{2}\\c_{2}&d_{2}\end{vmatrix}}\ldots {\begin{vmatrix}a_{n}&b_{n}\\c_{n}&d_{n}\end{vmatrix}}}

Uwaga: Podwójną kreskę macierzy można zastąpić pojedynczą.
{\displaystyle F_{1}=a_{1}\cdot d_{1}-b_{1}\cdot c_{1}+a_{2}\cdot d_{2}-b_{2}\cdot c_{2}+\ldots +a_{n}\cdot d_{n}-b_{n}\cdot c_{n}}
{\displaystyle F_{2}=a_{1}\cdot c_{1}+b_{1}\cdot d_{1}+a_{2}\cdot c_{2}+b_{2}\cdot d_{2}+\ldots +a_{n}\cdot c_{n}+b_{n}\cdot d_{n}}
{\displaystyle F_{0}={\frac {F_{1}}{F_{2}}}={\frac {a_{1}\cdot d_{1}-b_{1}\cdot c_{1}+a_{2}\cdot d_{2}-b_{2}\cdot c_{2}+\ldots +a_{n}\cdot d_{n}-b_{n}\cdot c_{n}}{a_{1}\cdot c_{1}+b_{1}\cdot d_{1}+a_{2}\cdot c_{2}+b_{2}\cdot d_{2}+\ldots +a_{n}\cdot c_{n}+b_{n}\cdot d_{n}}}}
{\displaystyle F_{(1)}={\frac {F_{1}}{\sum \limits _{i=1}^{n}(c_{i}+d_{i})}}}
{\displaystyle F_{(2)}={\frac {F_{2}}{\sum \limits _{i=1}^{n}(c_{i}+d_{i})}}}
{\displaystyle F^{(1)}={\frac {F_{1}}{\sum \limits _{i=1}^{n}(a_{i}+b_{i})}}}
{\displaystyle F^{(2)}={\frac {F_{2}}{\sum \limits _{i=1}^{n}(a_{i}+b_{i})}}}
{\displaystyle F_{[1]}={\frac {F_{1}}{\sum \limits _{i=1}^{n}(c_{i}^{2}+d_{i}^{2})}}}
{\displaystyle F_{[2]}={\frac {F_{2}}{\sum \limits _{i=1}^{n}(c_{i}^{2}+d_{i}^{2})}}}
{\displaystyle F^{[1]}={\frac {F_{1}}{\sum \limits _{i=1}^{n}(a_{i}^{2}+b_{i}^{2})}}}
{\displaystyle F^{[2]}={\frac {F_{2}}{\sum \limits _{i=1}^{n}(a_{i}^{2}+b_{i}^{2})}}}

## Przykłady
- Obliczenie kąta {\displaystyle \gamma } trójkąta ABC ze współrzędnych:

{\displaystyle \operatorname {tg} \gamma ={\begin{vmatrix}\Delta X_{CB}&\Delta Y_{CB}\\\Delta X_{CA}&\Delta Y_{CA}\end{vmatrix}}_{0}}
- Obliczenie współrzędnych wierzchołka C.

{\displaystyle (X_{C},Y_{C})={\begin{array}{|cc|cc|}X_{A}&Y_{A}&X_{B}&Y_{B}\\-1&\operatorname {ctg} \,\beta &+1&\operatorname {ctg} \,\alpha \end{array}}_{(1,2)}}
{\displaystyle X_{C}} liczymy formą pierwszą dolną zwykłą, a {\displaystyle Y_{C}} liczymy formą drugą dolną zwykłą i otrzymujemy:
{\displaystyle {\begin{aligned}X_{C}&={\frac {+X_{A}\cdot \operatorname {ctg} \beta +Y_{A}+X_{B}\cdot \operatorname {ctg} \alpha -Y_{B}}{\operatorname {ctg} \alpha +\operatorname {ctg} \beta }}\\Y_{C}&={\frac {-X_{A}+Y_{A}\cdot \operatorname {ctg} \beta +X_{B}+Y_{B}\cdot \operatorname {ctg} \alpha }{\operatorname {ctg} \alpha +\operatorname {ctg} \beta }}\end{aligned}}}